# Florin Pîtea
Florin Pîtea (n. 18 august 1971, Câmpina) este un scriitor român de literatură științifico-fantastică, lector universitar și realizator de emisiuni TV. În 2011 - 2012 a prezentat și realizat mai multe ediții ale emisiunii Deschide cartea! la TVRM, alături de Alexandru Mironov. În perioada septembrie 2013 - octombrie 2014 a realizat și prezentat emisiunea săptămânală Ce citim astăzi? pentru postul de televiziune TVH. A primit premiul ARSFan în 1994 și 1995 pentru proză scurtă, Premiul I la Consfătuirea Națională de Science Fiction "Dincolo și dincoace de mainstream", Călărași, 1999, Premiul Vladimir Colin 2002-2005 (premiul al III-lea) și 2005-2007, respectiv Premiul RomCon Suceava 2015 pentru eseu. În 2011, i s-a acordat titlul de doctor în filologie engleză, cu distincția "summa cum laude", pentru lucrarea Art Wasn't Quite Crime dedicată curentului literar (post)cyberpunk.
A debutat în septembrie 1992 în Colecția de Povestiri Științifico-Fantastice Anticipația, nr. 489, cu schița "Noaptea cea mai lungă". 
A contribuit cu proză scurtă, articole, eseuri și interviuri la periodicele:
- Almanahul Anticipația
- CPSF Anticipația
- Jurnalul SF
- String
- Lumi virtuale
- Helion
- Ficțiuni
- fiction.ro - O revistă fantastică
- Galileo Science Fiction & Fantasy
- Gazeta SF
- Ficțiuni.ro
- ePro.

A publicat povestiri în antologiile:
- Antologia science-fiction Nemira '95
- Antologia science-fiction Nemira '96
- Vremea Demonilor
- România SF 2001
- Alte lumi, alte legende
- AtelierKult - povestiri fantastice
- Millennium Fantasy & Science Fiction 2 - Șase ani de ficțiuni
- Dansând pe Marte și alte povestiri fantastice - a doua antologie AtelierKult
- Premiile Galileo 2011
- Steampunk - a doua revoluție
- Dincolo de noapte - 12 fețe ale goticului
- Cele 1001 de scorneli ale Moșului SF
- Ferestrele timpului
- Bumerangul lui Zeeler
- Lumi stranii
- Istorii alternative
- Dincolo de orizont.

De asemenea, a contribuit cu povestiri la Almanah Anticipația (1993, 1994, 1995, 1996, 1997, 1998, 1999-2000, 2015, 2016), respectiv la Almanah-antologie Nautilus (2001).
În perioada 2004 - 2006, a coordonat  la Grupul Editorial Amaltea o colecție de ficțiune speculativă dedicată exclusiv autorilor români. Sub îndrumarea sa au apărut volume de Ana-Maria Negrilă, Sebastian A. Corn, Liviu Radu și Lucian Dragoș Bogdan.
Începând din noiembrie 2007, ține online jurnalul public de idei Țesătorul, în cadrul căruia a postat schițe, fragmente de roman, știri, eseuri, precum și peste 400 de cronici de carte.

## Lucrări publicate
- 2001: Necropolis[4] (proză scurtă, Editura QED, Câmpina; reeditat de Editura Amaltea, București, în 2004)
- 2004: An/Organic (proză scurtă, Editura Amaltea, București)
- 2006: Gangland (roman, Editura Diasfera, București; ediția a doua, revizuită, Editura Tracus Arte, București, 2013)
- 2008: An Introduction to 20th Century British and American Fiction (nonficțiune, Editura Fundației România de Mâine, București)
- 2010: Art Wasn't Quite Crime - the Context, Themes and Consequences of (Post)Cyberpunk Fiction (nonficțiune, Editura Millennium Books, Satu Mare, în parteneriat cu Editura Stef, Iași)
- 2012: Anul terminal (roman, Editura Diasfera, București; ediția a doua, Editura Tracus Arte, București, 2012)
- 2014: O introducere în opera lui Liviu Radu (monografie, Editura Millennium Books)
- 2015: Cartea cu scoarțe de argint, ferecate - Volumul 1: Delirul încapsulat (proză scurtă, Crux Publishing, București)
- 2020: Cartea cu scoarțe de argint, ferecate - Volumul 2: Motorul de căutare (proză scurtă, Crux Publishing, București)
- 2022: Fierul şi fiara (proză scurtă, Crux Publishing, Bucureşti)